# Bufo torrenticola
Espèce
Statut de conservation UICN

 LC  : Préoccupation mineure
Bufo torrenticola est une espèce d'amphibiens de la famille des Bufonidae.

## Répartition
Cette espèce est endémique de Honshū au Japon. Elle se rencontre au Chūbu et au Kansai.

## Description

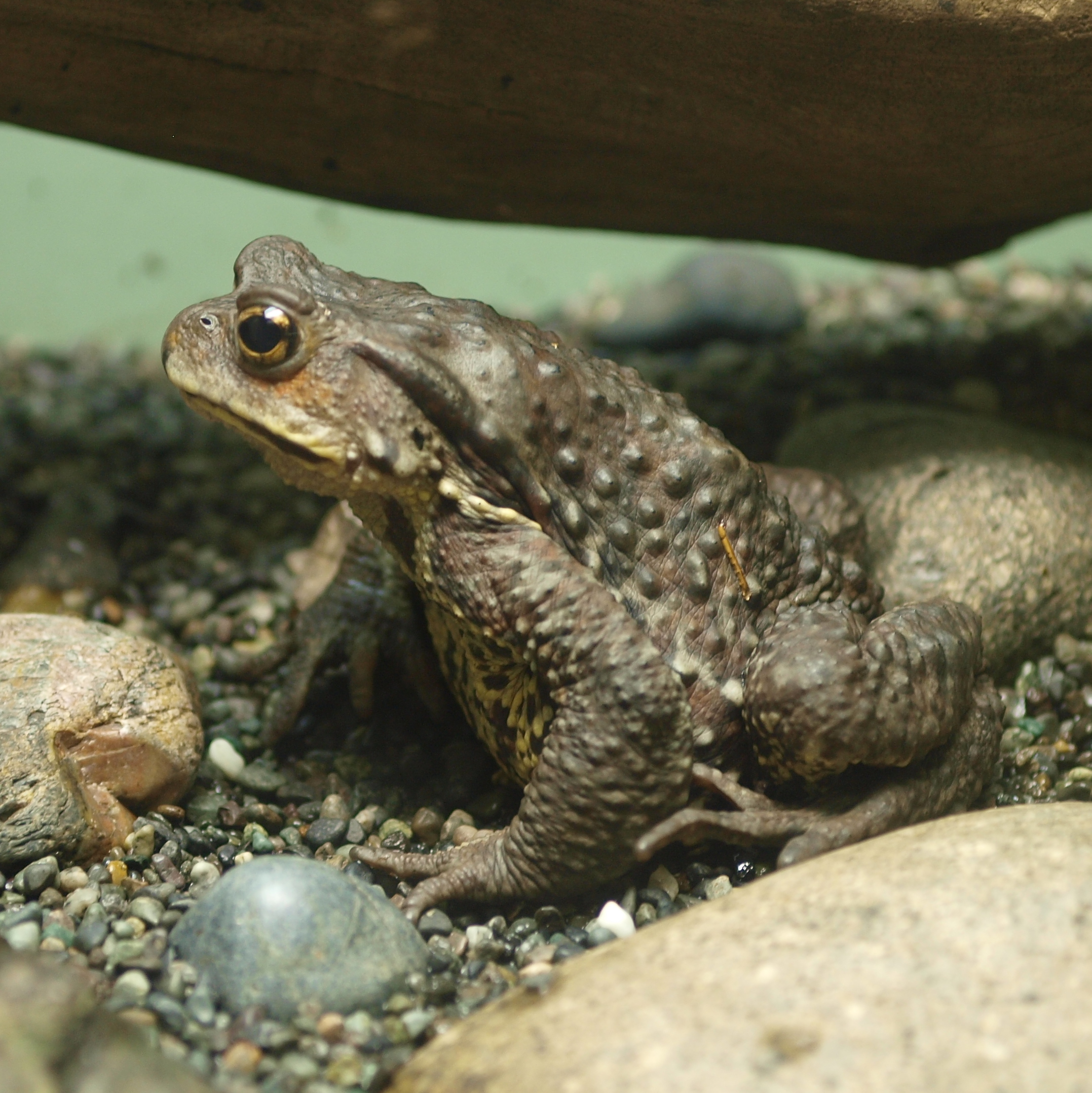
Bufo torrenticola

Les mâles mesurent de 70 à 121 mm et les femelles de 88 à 168 mm.

## Publication originale
- Matsui, 1976 : A new toad from Japan. Contributions from the Biological Laboratory, Kyoto University, vol. 25, p. 1-9.